# Fran Bonet
Francesc Bonet (Barcelona, España, 21 de julio de 1993), más conocido como Fran Bonet, es un entrenador de fútbol español.

## Trayectoria
Bonet comenzó su trayectoria en los banquillos con apenas 20 años como entrenador del fútbol base del FC Martinenc y más tarde, trabajaría en el Centre d'Esports L'Hospitalet, en el UD Park y en el CF Almogavers, antes de ingresar en la cantera del FC Barcelona.
El 2 de agosto de 2021, firma como entrenador del equipo alevín del Centre d'Esports L'Hospitalet.
El 2 de diciembre de 2021, firma como entrenador del Rajasthan United de la segunda división de la I-League, en el que trabaja hasta mayo de 2022.
El 5 de septiembre de 2022, firma como segundo entrenador de Juan Cortés en el Fútbol Club Santa Lucía Cotzumalguapa en la Liga Nacional de Fútbol de Guatemala.
El 27 de diciembre de 2022, firma como entrenador del Gokulam Kerala FC de la I-League.
El 6 de junio de 2023, finaliza su etapa como entrenador del Gokulam Kerala FC y es sustituido por Mingo Oramas.

## Clubes
| Club                                                  | País      | Año       |
| ----------------------------------------------------- | --------- | --------- |
| Rajasthan United                                      | India     | 2021-2022 |
| Fútbol Club Santa Lucía Cotzumalguapa (2º entrenador) | Guatemala | 2022      |
| Gokulam Kerala FC                                     | India     | 2023      |